# Servicio Nacional de Menores
El Servicio Nacional de Menores (más conocido por su acrónimo, SENAME) es un organismo gubernamental chileno centralizado, colaborador del sistema judicial y dependiente del Ministerio de Justicia y Derechos Humanos. Se encarga de la protección de derechos de niños, niñas y adolescentes, y de los jóvenes entre 14 y 17 años que han infringido la ley. Además, se ocupa de regular y controlar la adopción en Chile. Desde el 1 de octubre de 2022 está dirigido por Rachid Alay Berenguela, en calidad de subrogante; actuando bajo el gobierno de Gabriel Boric.
El servicio lleva a cabo su gestión conforme a las instrucciones de los diversos tribunales distribuidos a lo largo del país. Todos los servicios y asistencias que se prestan en la institución, salvo las Oficinas de Protección de Derechos (OPD), están ligadas a la justicia. Los niños y adolescentes atendidos en el sistema de protección han sido derivados por los tribunales de familia. Los adolescentes en el sistema de justicia juvenil han sido derivados por los tribunales de acuerdo a la Ley de Responsabilidad Penal Adolescente (LRPA).

## Historia
Fue creado por el Decreto Ley N.º 2.465 del 10 de enero de 1979, que constituye su Ley Orgánica publicada en el Diario Oficial el 16 de enero del mismo año. Un decreto supremo del 5 de diciembre de 1979 fijó la planta y el Sename entró en funciones el 1 de enero de 1980.
En abril de 2016, con la muerte de Lissette Villa, al interior de un Centro, se descubrieron las precarias condiciones en las que eran mantenidos los menores. Desde entonces una serie de comisiones y proyectos de ley han intentado reformar el sistema.

## Misión y visión
La misión del organismo es que los adolescentes y jóvenes imputados e infractores, abandonen toda conducta delictiva por medio de intervenciones oportunas, pertinentes y de calidad en el marco del respeto a sus derechos fundamentales.
Asimismo, su visión es favorecer la reinserción social de adolescentes y jóvenes sujetos a medidas y sanciones en el marco de la ley de Responsabilidad Penal Adolescente de acuerdo a su etapa de desarrollo vital.

## Organización
Compuesto por un director nacional, un jefe de gabinete y 16 direcciones regionales; el organigrama del Servicio Nacional de Menores es el siguiente:
Dirección Nacional
Gabinete
- Departamento de Auditoría
- Dirección de Comunicaciones
- Departamento Jurídico
  - Unidad de Atención Ciudadana
- Departamento de Planificación
  - Subdepartamento de Planificación
    - Unidad de Planificación y Control de Gestión
    - Unidad de Evaluación de Políticas Públicas

  - Subdepartamento de Modernización y Tecnología
    - Unidad de Soporte
    - Unidad de Desarrollo
    - Unidad de Seguridad de la Información
- Departamento de Justicia y Reinserción Juvenil
  - Unidad de Promoción y Protección de Derechos Humanos
  - Subdepartamento de Extensión y Capacitación
  - Subdepartamento de Supervisión y Asesoría Técnica
    - Unidad de Oferta Medio Libre
    - Unidad Vinculación con el Medio
    - Unidad Oferta Administración Directa
    - Unidad de Monitoreo y Gestión de Casos

  - Subdepartamento de Estudios y Normas
    - Análisis Estadístico, Investigación y Estudios
    - Unidad de Cooperación Internacional
- Departamento de Administración y Finanzas
  - Subdepartamento de Finanzas
    - Unidad de Control Financiero
    - Unidad de Presupuesto
    - Unidad de Contabilidad
    - Tesorería
    - Subvenciones y Pago

  - Subdepartamento de Administración General
    - Unidad Administración Central, Inventario y NICSP
    - Unidad de Mantención y Proyectos
    - Unidad de Compras y Abastecimiento
    - Unidad de Gestión de Contratos
- Departamento de Personas
  - Unidad de Relaciones Laborales
  - Unidad de Planificación, Soporte y Control de Gestión
  - Subdepartamento de Gestión de Personas
    - Unidad de Administración de Personal
    - Unidad de Remuneraciones

  - Subdepartamento de Desarrollo Organizacional
    - Unidad de Formación Continua
    - Unidad de Reclutamiento y Selección
    - Unidad de Gestión del Desempeño
    - Unidad de Calidad de Vida Laboral y Prevención de Riesgos
    - Unidad de Bienestar

## Directores nacionales
| Retrato             | Titular                             | Partido | Inicio                 | Final                 | Presidente                 |
| ------------------- | ----------------------------------- | ------- | ---------------------- | --------------------- | -------------------------- |
|                     |                                     |         | 1980                   | 1990                  | Augusto Pinochet Ugarte    |
|                     |                                     |         | 1990                   | 1994                  | Patricio Aylwin Azócar     |
|                     |                                     |         | 1994                   | 2000                  | Eduardo Frei Ruiz-Tagle    |
|                     | Delia del Gatto Reyes               | PDC     | 11 de marzo de 2000    | 2002                  | Ricardo Lagos Escobar      |
|                     | Loreto Ditzel Lacoa (subrogante)    | Ind.    | 2002                   | 2004                  | Ricardo Lagos Escobar      |
|                     |                                     | Ind.    | 2004                   | 11 de marzo de 2006   | Ricardo Lagos Escobar      |
|                     | Paulina Fernández Fawaz             | Ind.    | 11 de marzo de 2006    | 2007                  | Michelle Bachelet Jeria    |
|                     | Eugenio San Martín                  | PDC     | 2007                   | 11 de marzo de 2010   | Michelle Bachelet Jeria    |
|                     | Francisco Estrada Vásquez           | Ind.    | 17 de marzo de 2010    | 18 de octubre de 2010 | Sebastián Piñera Echenique |
|                     | Rolando Melo Latorre                | Ind.    | 1 de diciembre de 2010 | 11 de marzo de 2014   | Sebastián Piñera Echenique |
|                     | Marcela Labraña Santana             | PDC     | 28 de marzo de 2014    | 22 de abril de 2016   | Michelle Bachelet Jeria    |
|                     | Hugo Herrera Andreucci              | Ind.    | 22 de abril de 2016    | 16 de julio de 2016   | Michelle Bachelet Jeria    |
|                     | Solange Huerta Reyes                | Ind.    | 16 de julio de 2016    | 11 de marzo de 2018   | Michelle Bachelet Jeria    |
|                     | Susana Tonda Mitri                  | Ind.    | 11 de marzo de 2018    | 4 de mayo de 2020     | Sebastián Piñera Echenique |
|                     | Denisse Díaz González (suplente)    | Ind.    | 4 de mayo de 2020      | 18 de mayo de 2020    | Sebastián Piñera Echenique |
|                     | Claudia de La Hoz (subrogante)      | Ind.    | 18 de mayo de 2020     | 19 de octubre de 2020 | Sebastián Piñera Echenique |
|                     | Rosario Martínez Marín              | Ind.    | 19 de octubre de 2020  | 11 de marzo de 2022   | Sebastián Piñera Echenique |
| 11 de marzo de 2022 | Rosario Martínez Marín              | Ind.    | 1 de octubre de 2022   | Gabriel Boric Font    |                            |
|                     | Rachid Alay Berenguela (subrogante) | Ind.    | 1 de octubre de 2022   | Gabriel Boric Font    | 1 de marzo de 2024         |
|                     | María Eugenia Fernández Alvear      |         | 1 de marzo de 2024     | Gabriel Boric Font    | En el cargo                |

## Controversias

### Fallecimientos
El 11 de junio de 2016 falleció Lissette Villa, una niña de 11 años que estaba interna en el centro de protección Galvarino del Servicio Nacional de Menores de la comuna de Estación Central, a raíz de un paro cardiorrespiratorio. La entonces directora nacional del Sename Marcela Labraña explicó que la muerte se había producido por los traumas de la niña por abuso sexual y por la decepción porque su familia no hubiera acudido a visitarla tal como habían acordado. Sin embargo, aún la justicia chilena se encuentra investigando las causas de la muerte y la presunta responsabilidad del Sename. Este caso además abrió un cuestionamiento más extenso sobre el desempeño del Sename en la custodia estatal de menores de edad. En octubre de 2016 la institución dio a conocer que entre el año 2005 y el primer semestre de 2016 habían muerto 1313 niños, niñas, adolescentes y adultos, que permanecían en el sistema de protección (en programas ambulatorios o en residencias) y en el sistema de justicia juvenil (cumpliendo sanciones en medio libre o privados de libertad).

## Reforma
Luego de varios intentos de reformar el sistema de atención a los menores de edad en Chile, el 5 de agosto de 2018, el entonces presidente Sebastián Piñera envió al Congreso Nacional el proyecto de ley que pretende eliminar el actual Sename, reemplazándolo por el Servicio Nacional de Protección Especializada a la Niñez y Adolescencia, haciéndolo además, dependiente del Ministerio de Desarrollo Social y Familia.

## Nota
1. ↑  Tanto el Consejo Nacional de Menores, como la Fundación Niño Chileno —creadas bajo el gobierno del presidente Eduardo Frei Montalva—, fueron entidades predecesoras legalmente del Servicio Nacional de Menores (Sename), pasando a ser disueltas y, absorbidas por éste, junto con sus labores correspondientes de la misma índole.